# Lígia Fonseca
Lígia Arcângela Lubrino Dias Fonseca (sinh ngày 24 tháng 8 năm 1963) là một luật sư, nhà hoạt động và chính trị gia của Cabo Verde, đồng thời là Đệ nhất phu nhân của Cape Verde từ năm 2011. Fonseca đã trở thành nữ chủ tịch đầu tiên của Hội Luật sư Cabo Verde (OAC) vào năm 2001. Bà kết hôn với Tổng thống Cabo Verde, ông Jorge Carlos Fonseca.

## Tiểu sử
Fonseca sinh ra với tên khai sinh Lígia Arcângela Lubrino Dias tại Beira, Mozambique thuộc Bồ Đào Nha, vào ngày 24 tháng 8 năm 1963, đến Canta Dias và Máimumo Dias. Cha của cô, Máimumo Dias, là một luật sư, chính trị gia và lãnh đạo của đảng chính trị MONAMO. Năm 1976, gia đình bà chuyển đến sống ở Lisbon, Bồ Đào Nha, do bất ổn chính trị ở Mozambique.
Dias vẫn ở Lisbon, mặc dù hy vọng trở lại Beira. Bà đăng ký học và nhận bằng luật từ Khoa Luật tại Đại học Lisbon. Tại trường đại học, bà đã gặp người chồng tương lai của mình, ông Carlos Carlos Fonseca năm 1987. Cặp đôi kết hôn vào ngày 26 tháng 3 năm 1989, tại một buổi lễ ở Bồ Đào Nha. Họ có ba cô con gái.
Sau đó, họ chuyển đến Macau, nơi chồng cô được thuê làm giáo sư luật tại Đại học Macau. Hai vợ chồng chuyển đến Cape Verde vào năm 1991, đánh dấu lần đầu tiên cô sống ở một quốc gia châu Phi kể từ khi rời Mozambique vào năm 1976.
Vào ngày 30 tháng 4 năm 2001, Fonseca trở thành người phụ nữ đầu tiên được bầu làm Chủ tịch Hiệp hội Luật sư Cabo Verde (Ordem dos Advogados de Cabo Verde, gọi tắt OAC). Một nhóm luật sư bất đồng quan điểm rằng bà đã không phải là thành viên của OAC trong ít nhất 10 năm, nhưng kết quả cuộc bầu cử của cô đã được giữ nguyên. Bà giữ chức này đến năm 2004, khi bà được kế nhiệm bởi Tiến sĩ Carlos Alberto Veiga.
Ông Jorge Carlos Fonseca được bầu làm Tổng thống trong vòng hai của cuộc bầu cử tổng thống Cape Verdean 2011, đưa Ligia Fonseca trở thành Đệ nhất phu nhân thứ tư của Cabo Verde. Ligia Fonseca tìm cách tập trung vào các vấn đề xã hội trong nhiệm kỳ của mình. Cô tiếp tục hành nghề luật sư với tư cách là một luật sư tích cực sau khi trở thành đệ nhất phu nhân.

## Danh dự
- Bồ Đào Nha: Huân chương Hoàng tử Henry (22 tháng 11 năm 2017) [6]
- Hà Lan: Huân chương Hoàng gia (10 tháng 12 năm 2018)